# U.S. International Classic
U.S. International Classic – międzynarodowe zawody w łyżwiarstwie figurowym seniorów rozgrywane w Stanach Zjednoczonych od 2012 r. Zawody odbywają się w Salt Lake City. W ramach zawodów rozgrywane są konkurencje solistów, solistek, par sportowych i par tanecznych. Od sezonu 2014/15 wchodzą w cykl zawodów Challenger Series organizowanych przez Międzynarodową Unię Łyżwiarską.

## Medaliści
CS: Challenger Series

### Soliści
| Rok                                                    | Złoto             | Srebro              | Brąz             | Źr.    |
| ------------------------------------------------------ | ----------------- | ------------------- | ---------------- | ------ |
| 2012                                                   | Max Aaron         | Armin Mahbanoozadeh | Ross Miner       | [ 1 ]  |
| 2013                                                   | Max Aaron         | Stephen Carriere    | Joshua Farris    | [ 2 ]  |
| 2014 CS                                                | Max Aaron         | Ross Miner          | Daisuke Murakami | [ 3 ]  |
| 2015 CS                                                | Danijjel Samochin | Keiji Tanaka        | Ross Miner       | [ 4 ]  |
| 2016 CS                                                | Jason Brown       | Takahito Mura       | Adam Rippon      | [ 5 ]  |
| 2017 CS                                                | Nathan Chen       | Max Aaron           | Liam Firus       | [ 6 ]  |
| 2018 CS                                                | Nam Nguyen        | Michal Březina      | Jimmy Ma         | [ 7 ]  |
| 2019 CS                                                | Keiji Tanaka      | Sōta Yamamoto       | Vincent Zhou     | [ 8 ]  |
| Zawody odwołano z powodu pandemii COVID-19 w 2020 roku |                   |                     |                  |        |
| 2021                                                   | Michal Březina    | Jimmy Ma            | Eric Sjoberg     | [ 9 ]  |
| 2022 CS                                                | Ilia Malinin      | Kévin Aymoz         | Camden Pulkinen  | [ 10 ] |

### Solistki
| Rok                                                    | Złoto              | Srebro                | Brąz             | Źr.    |
| ------------------------------------------------------ | ------------------ | --------------------- | ---------------- | ------ |
| 2012                                                   | Agnes Zawadzki     | Gracie Gold           | Amelie Lacoste   | [ 11 ] |
| 2013                                                   | Courtney Hicks     | Gracie Gold           | Samantha Cesario | [ 12 ] |
| 2014 CS                                                | Polina Edmunds     | Courtney Hicks        | Riona Katō       | [ 13 ] |
| 2015 CS                                                | Satoko Miyahara    | Elizabet Tursynbajewa | Angela Wang      | [ 14 ] |
| 2016 CS                                                | Satoko Miyahara    | Mariah Bell           | Karen Chen       | [ 15 ] |
| 2017 CS                                                | Marin Honda        | Mirai Nagasu          | Karen Chen       | [ 16 ] |
| 2018 CS                                                | Satoko Miyahara    | Lim Eun-soo           | Kim Ye-lim       | [ 17 ] |
| 2019 CS                                                | Satoko Miyahara    | You Young             | Amber Glenn      | [ 18 ] |
| Zawody odwołano z powodu pandemii COVID-19 w 2020 roku |                    |                       |                  |        |
| 2021                                                   | Aleksandra Trusowa | Park Yeon-jeong       | Gabriella Izzo   | [ 19 ] |
| 2022 CS                                                | Kim Ye-lim         | You Young             | Mana Kawabe      | [ 20 ] |

### Pary sportowe
| Rok                                                    | Złoto                                   | Srebro                                 | Brąz                                        | Źr.    |
| ------------------------------------------------------ | --------------------------------------- | -------------------------------------- | ------------------------------------------- | ------ |
| 2012                                                   | Kirsten Moore-Towers / Dylan Moscovitch | Paige Lawrence / Rudi Swiegers         | Tiffany Vise / Don Baldwin                  | [ 21 ] |
| 2013                                                   | Kirsten Moore-Towers / Dylan Moscovitch | Caydee Denney / John Coughlin          | Tarah Kayne / Daniel O’Shea                 | [ 22 ] |
| 2014 CS                                                | Alexa Scimeca / Chris Knierim           | Jessica Calalang / Zack Sidhu          | Madeline Aaron / Max Settlage               | [ 23 ] |
| 2015 CS                                                | Tarah Kayne / Daniel O’Shea             | Marissa Castelli / Mervin Tran         | Kirsten Moore-Towers / Michael Marinaro     | [ 24 ] |
| 2016 CS                                                | Brittany Jones / Joshua Reagan          | Jessica Calalang / Zack Sidhu          | Alexandria Shaughnessy / James Morgan       | [ 25 ] |
| 2017 CS                                                | Kirsten Moore-Towers / Michael Marinaro | Alexa Scimeca Knierim / Chris Knierim  | Chelsea Liu / Brian Johnson                 | [ 26 ] |
| 2018 CS                                                | Ashley Cain / Timothy LeDuc             | Audrey Lu / Misha Mitrofanov           | Jekatierina Aleksandrowska / Harley Windsor | [ 27 ] |
| 2019 CS                                                | Ashley Cain-Gribble / Timothy LeDuc     | Jewgienija Tarasowa / Władimir Morozow | Peng Cheng / Jin Yang                       | [ 28 ] |
| Zawody odwołano z powodu pandemii COVID-19 w 2020 roku |                                         |                                        |                                             |        |
| Konkurencja nie została rozegrana w 2021 roku          |                                         |                                        |                                             |        |
| 2022 CS                                                | Rebecca Ghilardi / Filippo Ambrosini    | Emily Chan / Spencer Akira Howe        | Valentina Plazas / Maximiliano Fernandez    | [ 29 ] |

### Pary taneczne
| Rok                                                    | Złoto                             | Srebro                                       | Brąz                                          | Źr.    |
| ------------------------------------------------------ | --------------------------------- | -------------------------------------------- | --------------------------------------------- | ------ |
| 2012                                                   | Piper Gilles / Paul Poirier       | Alexandra Paul / Mitchell Islam              | Lynn Kriengkrairut / Logan Giulietti-Schmitt  | [ 30 ] |
| 2013                                                   | Meryl Davis / Charlie White       | Kaitlyn Weaver / Andrew Poje                 | Nicole Orford / Thomas Williams               | [ 31 ] |
| 2014 CS                                                | Alexandra Aldridge / Daniel Eaton | Nicole Orford / Thomas Williams              | Anastasia Cannuscio / Colin McManus           | [ 32 ] |
| 2015 CS                                                | Madison Hubbell / Zachary Donohue | Laurence Fournier Beaudry / Nikolaj Sørensen | Élisabeth Paradis / François-Xavier Ouellette | [ 33 ] |
| 2016 CS                                                | Madison Hubbell / Zachary Donohue | Kana Muramoto / Chris Reed                   | Alexandra Paul / Mitchell Islam               | [ 34 ] |
| 2017 CS                                                | Madison Hubbell / Zachary Donohue | Kaitlin Hawayek / Jean-Luc Baker             | Kana Muramoto / Chris Reed                    | [ 35 ] |
| 2018 CS                                                | Madison Hubbell / Zachary Donohue | Christina Carreira / Anthony Ponomarenko     | Misato Komatsubara / Tim Koleto               | [ 36 ] |
| 2019 CS                                                | Madison Chock / Evan Bates        | Christina Carreira / Anthony Ponomarenko     | Carolane Soucisse / Shane Firus               | [ 37 ] |
| Zawody odwołano z powodu pandemii COVID-19 w 2020 roku |                                   |                                              |                                               |        |
| 2021                                                   | Madison Hubbell / Zachary Donohue | Diana Davis / Gleb Smołkin                   | Eva Pate / Logan Bye                          | [ 38 ] |
| 2022 CS                                                | Lilah Fear / Lewis Gibson         | Eva Pate / Logan Bye                         | Lorraine McNamara / Anton Spiridonov          | [ 39 ] |